# Campanha austro-húngara na Bósnia e Herzegovina
A campanha para estabelecer o domínio austro-húngaro na Bósnia e Herzegovina durou de 29 de julho a 20 de outubro de 1878 contra os combatentes da resistência local apoiados pelo Império Otomano. O Exército Austro-Húngaro entrou no país em dois grandes movimentos: um do norte para a Bósnia, e outro do sul para a Herzegovina. Uma série de batalhas em agosto culminou na queda de Sarajevo no dia 19, após um dia de combates de rua em rua. Na zona rural montanhosa, uma campanha de guerrilha continuou até que o último reduto rebelde caiu depois de o seu líder ter sido capturado.

## Contexto

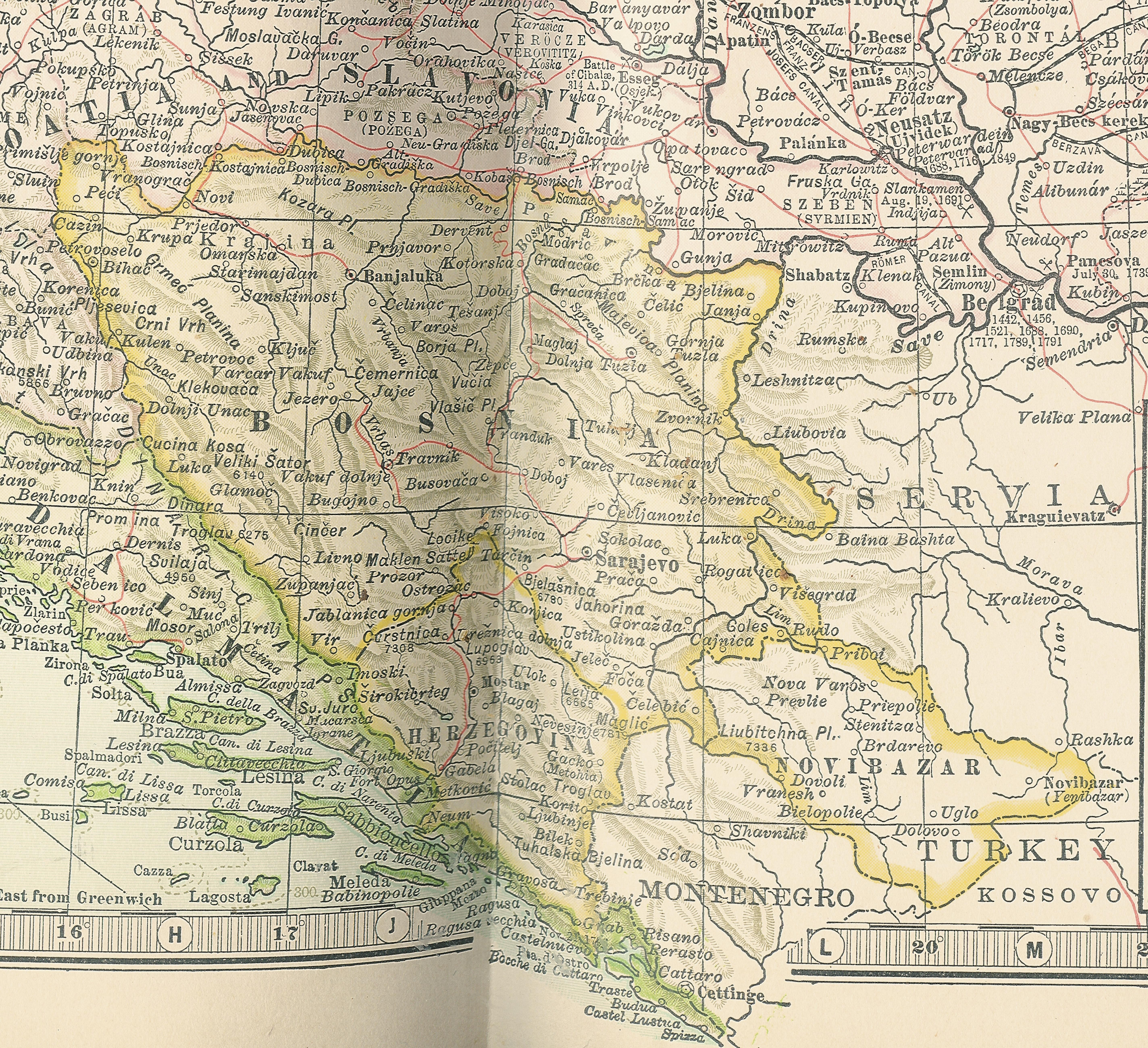
Bósnia, Herzegovina e Novi Pazar em um mapa de 1904

Após a Guerra Russo-Turca de 1877-78, o Congresso de Berlim foi organizado pelas Grandes Potências. Pelo artigo 25 do resultante Tratado de Berlim (13 de julho de 1878), a Bósnia e Herzegovina permaneceu sob a soberania do Império Otomano,  mas o Império Austro-Húngaro recebeu autoridade para ocupar o Vilaiete da Bósnia e Herzegovina indefinidamente, assumindo a sua defesa militar e administração civil. Os austro-húngaros também receberam o direito de ocupar indefinidamente postos estratégicos no sanjaco de Novi Pazar:
As províncias da Bósnia e Herzegovina serão ocupadas e administradas pela Áustria-Hungria. O governo da Áustria-Hungria, não desejando assumir a administração do sanjaco de Novi-Pazar, que se estende entre a Sérvia e Montenegro na direção sudeste até o outro lado de Mitrovitza, a administração otomana continuará a exercer as suas funções ali . No entanto, a fim de assegurar a manutenção da nova situação política, bem como a liberdade e segurança das comunicações, a Áustria-Hungria reserva-se o direito de manter guarnições e de ter estradas militares e comerciais em toda esta parte do antigo vilaiete da Bósnia. Para este fim, os governos da Áustria-Hungria e do Império Otomano reservam-se a si mesmos a oportunidade de chegar a um entendimento sobre os detalhes.
Embora os otomanos protestassem contra a ocupação de Novi Pazar, o Ministro das Relações Exteriores Imperial e Real (KuK), Gyula Andrássy, garantiu secretamente ao primeiro que a ocupação em Novi Pazar "deveria ser considerada provisória".  Esta expansão austro-húngara para o sul às custas do Império Otomano foi concebida para impedir a extensão da influência russa e a união da Sérvia e Montenegro. Isto, no entanto, causou grande preocupação ao sultão otomano Abdulamide II.
Os austro-húngaros não esperavam problemas na realização da sua ocupação. Seria, nas palavras de Andrássy, “um passeio com uma banda de música” ( Spaziergang mit einer Blasmusikkapelle ). Esta opinião não teve em conta que os sérvios tinham acabado de travar uma guerra pela independência do Império Otomano, enquanto a Herzegovina se tinha revoltado. A resistência à tomada de poder austro-húngara veio principalmente dos sérvios ortodoxos (43% da população) e dos muçulmanos bósnios (39%), quase nada dos croatas católicos (18%).  A população muçulmana da Bósnia seria a que mais perderia sob o novo governo cristão. Os resistores foram caracterizados pelo governo austro-húngaro como "incivilizados" (unzivilisiert) e "traiçoeiros" (verräterisch). 

## Tropas

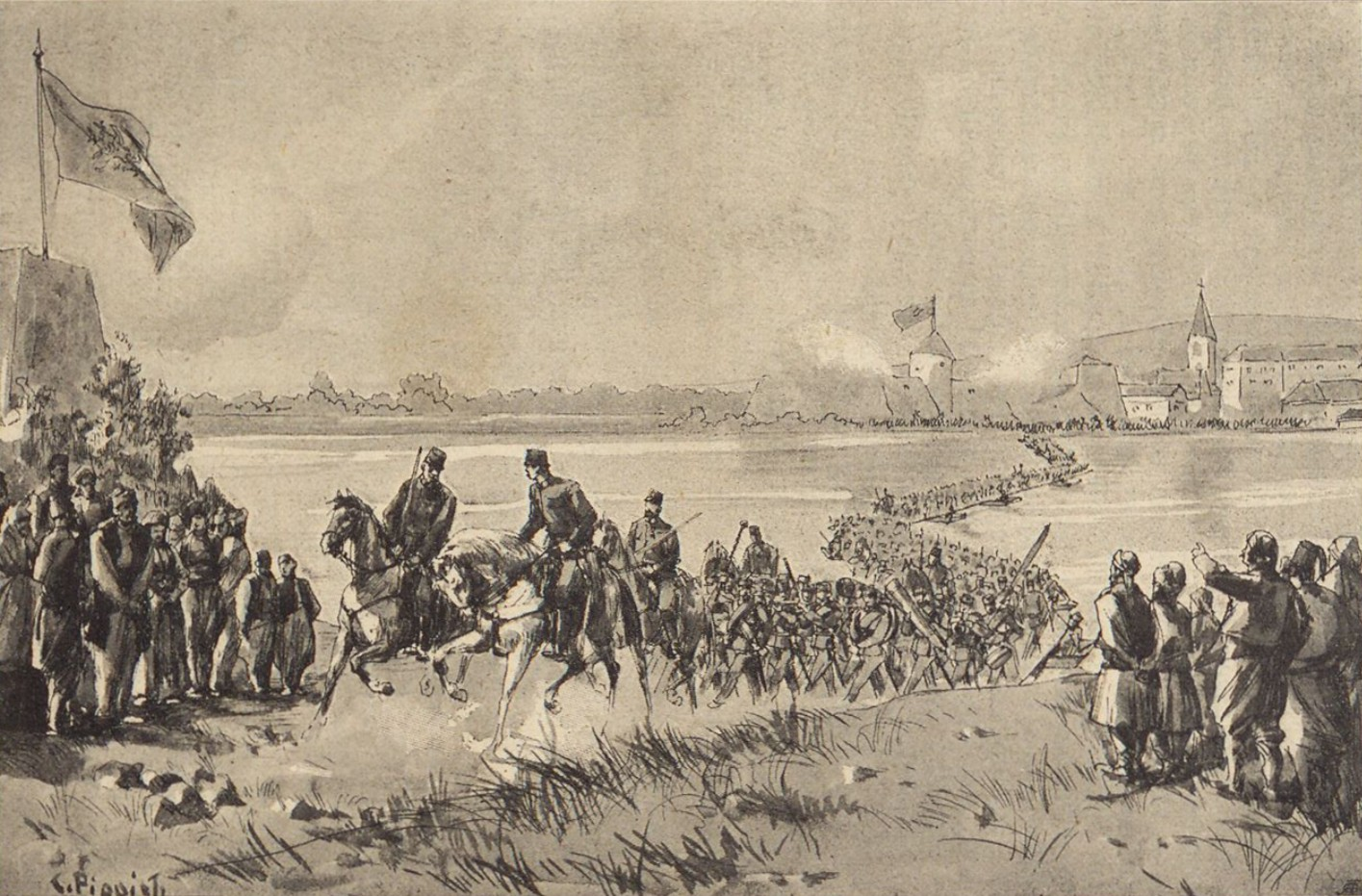
Regimento de Infantaria nº 17 cruzando o Sava por Karl Pippich (1905)

O Exército Austro-Húngaro envolveu-se num grande esforço de mobilização para se preparar para o ataque à Bósnia e Herzegovina,  comandando no final de junho de 1878 uma força de 82.113 soldados, 13.313 cavalos e 112 canhões nas divisões VI, VII, XX, XVII e XVIII divisões de infantaria, bem como um exército de retaguarda no Reino da Dalmácia.  O comandante principal foi Josip Filipović; a XVIII divisão de infantaria avançada estava sob o comando de Stjepan Jovanović, enquanto o comandante do exército de retaguarda na Dalmácia era Gavrilo Rodić.  A ocupação da Bósnia e Herzegovina começou em 29 de julho de 1878 e terminou em 20 de outubro. 
O exército otomano na Bósnia e Herzegovina na época consistia em cerca de 40.000 soldados com 77 canhões, que se combinavam com milícias locais para cerca de 93.000 homens.  Esperava-se uma resistência feroz por parte dos muçulmanos, pois os austro-húngaros perceberam que a sua ocupação significava que os muçulmanos bósnios perderiam o seu estatuto privilegiado com base na sua religião. 

## Ocupação

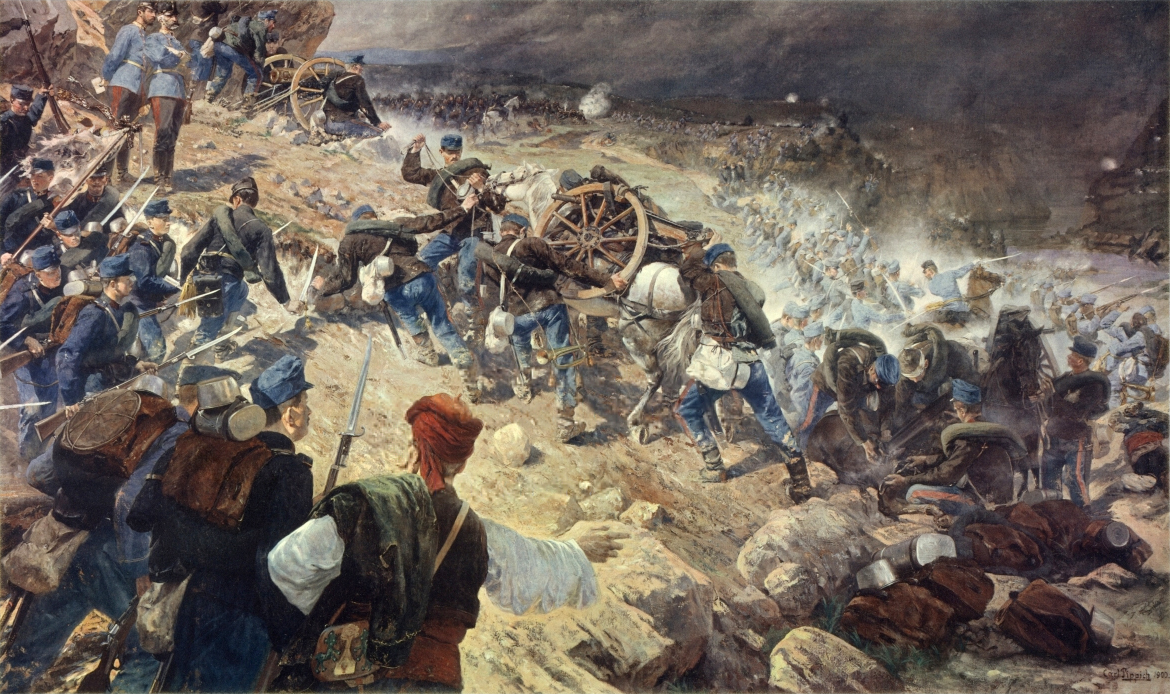
Batalha de Jajce, pintura de Karl Pippich

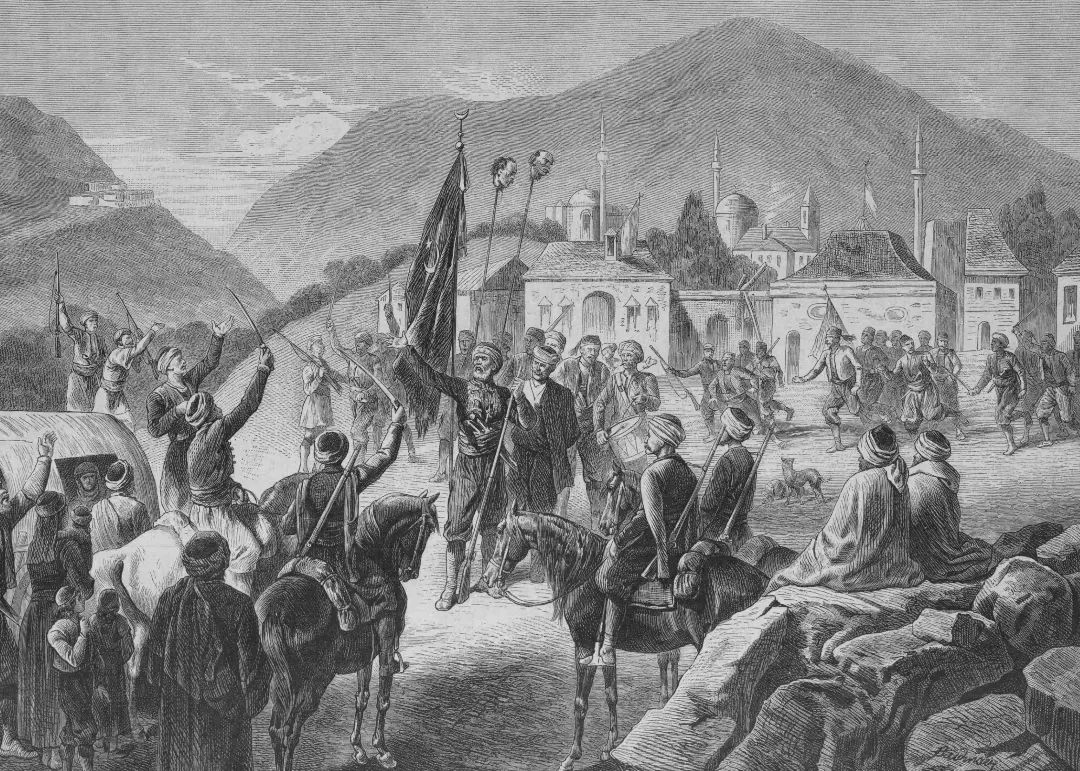
Ilustração de Hadži Lojo pregando a insurreição diante dos portões de Sarajevo

A força de ocupação original, o 13º Corpo sob o comando do general Josip Filipović, cruzou o rio Sava perto de Brod, Kostajnica e Gradiška. Os vários Abteilungen reuniram-se em Banja Luka e avançaram pela estrada do lado esquerdo do rio Vrbas.  Eles encontraram resistência dos muçulmanos locais sob o comando do dervixe Hadži Loja, apoiados (quase abertamente) pelas tropas do Exército Otomano em evacuação.  Em 3 de agosto, uma tropa de hussardos foi emboscada perto de Maglaj, no rio Bosna, o que levou Filipović a instituir a lei marcial. Em 7 de agosto, uma batalha campal foi travada perto de Jajce e a infantaria austro-húngara perdeu 600 homens. A maioria dos homens que lutaram na batalha eram da divisão de infantaria Carniolana XVII.
Uma segunda força de ocupação, a 18ª Divisão de 9.000 homens sob o comando do general Stjepan Jovanović, avançou para fora da Dalmácia austríaca ao longo do Neretva.   Em 5 de agosto, a divisão capturou Mostar, a principal cidade da Herzegovina.   No dia 13 de Agosto, em Ravnice, na Herzegovina, mais de 70 oficiais e soldados húngaros foram mortos em combate. Em resposta, o Império mobilizou o 3.º, 4.º e 5.º Corpos. 

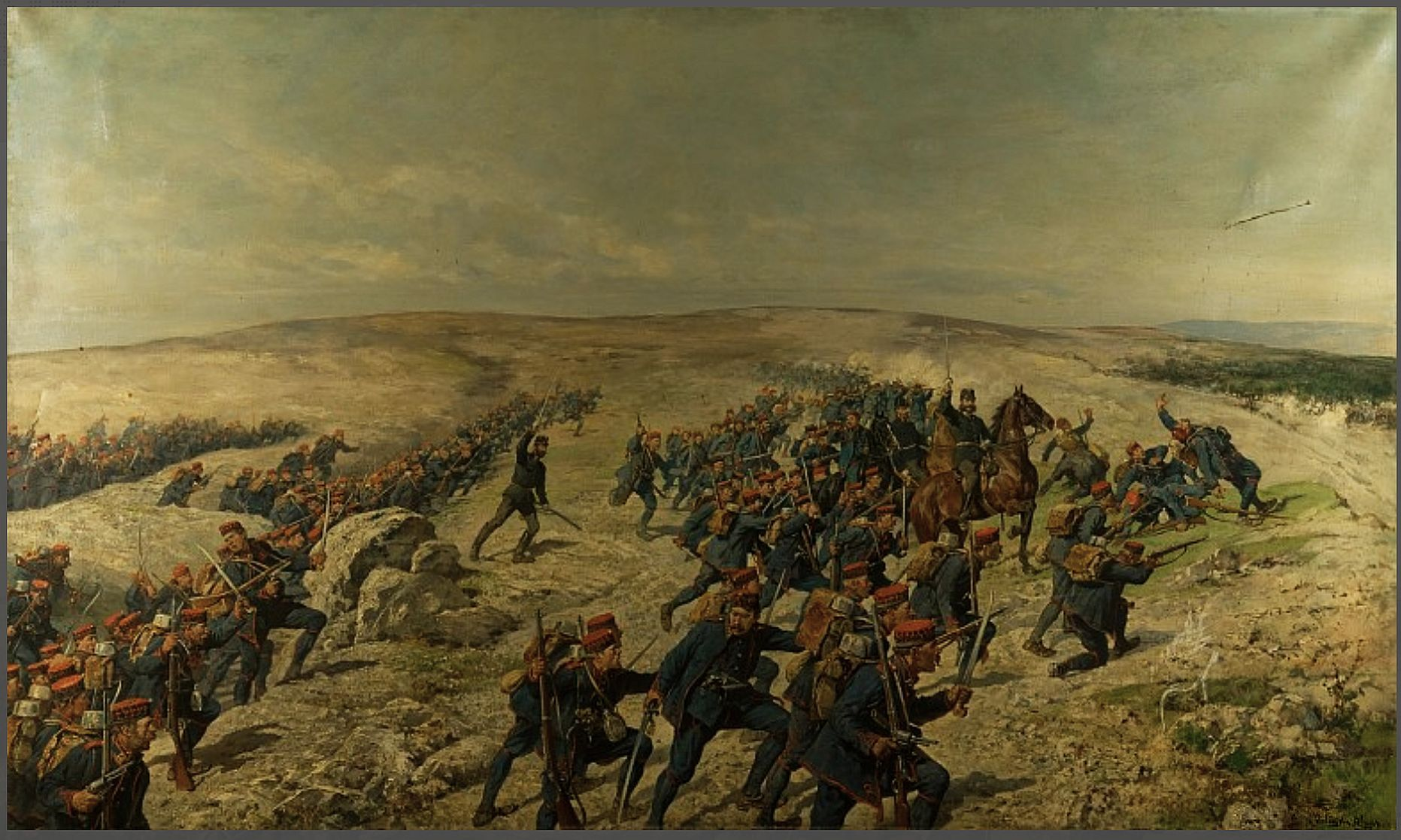
Assalto a Livno (15 de agosto de 1878) por Julius von Blaas.

As tropas austro-húngaras encontraram ocasionalmente oposição feroz de elementos das populações muçulmana e ortodoxa de lá, e batalhas significativas ocorreram perto de Čitluk, Stolac, Livno e Klobuk.  Apesar dos reveses em Maglaj e Tuzla, Sarajevo foi ocupada em outubro de 1878. 

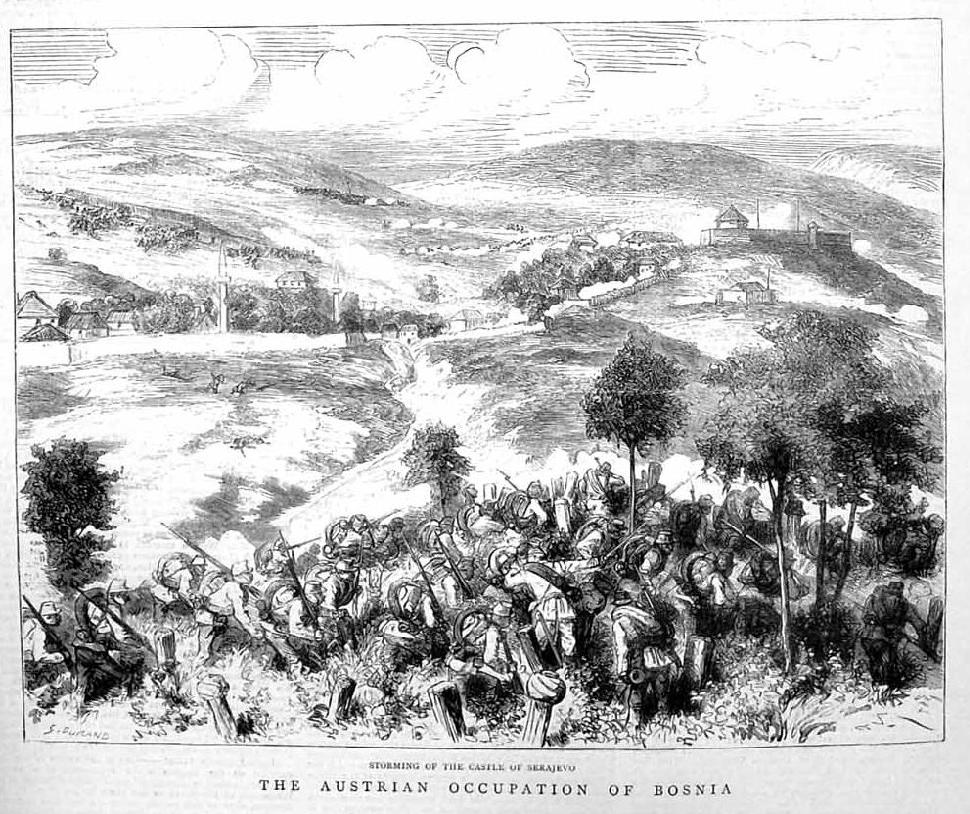
"Tomada do Castelo de Sarajevo", de The Graphic (1878)

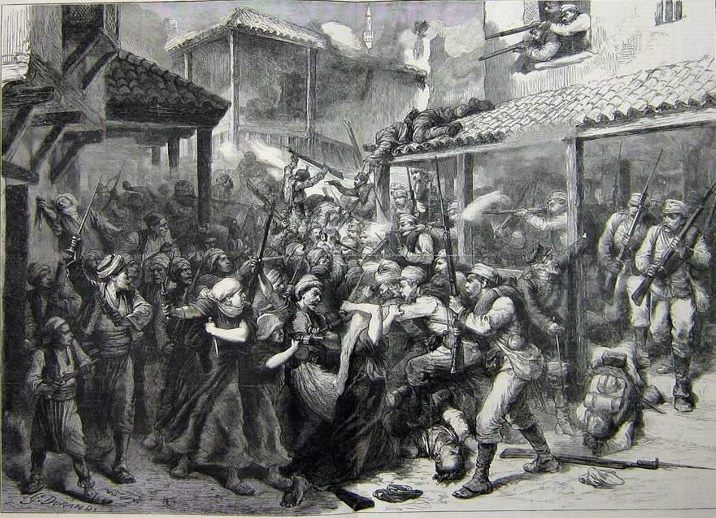
Batalha por Sarajevo, de G. Durand, de The Graphic (1878)

Em 19 de agosto, a capital da Bósnia, Sarajevo, uma cidade de 50.000 habitantes na época, foi capturada apenas após o envio de 52 armas e violentos combates de rua.   Um dia antes Filipović havia prendido o ex-governador otomano, Hafiz Pasha.  Um relatório formal do Estado-Maior Austro-Húngaro observou que "pequenas janelas e numerosas aberturas no telhado permitiam a descarga de fogo em diferentes direções e a defesa mais sustentável" e "os insurgentes acusados, nas casas mais próximas, barricaram todas as entradas e mantiveram um fogo destrutivo contra a infantaria." De acordo com o próprio relato de Filipović:
"Seguiu-se uma das batalhas mais terríveis que se pode imaginar. As tropas foram alvejadas de todas as casas, de todas as janelas, de todas as portas divididas; e até mulheres participaram. Localizado na entrada oeste da cidade, o hospital militar estava cheio de insurgentes doentes e feridos...” 
Os ocupantes perderam 57 mortos e 314 feridos dos 13.000 soldados empregados na operação. Eles estimaram as mortes dos insurgentes em 300, mas não fizeram nenhum esforço para estimar as baixas civis. Nos dias seguintes, houve muitas execuções de rebeldes acusados, na sequência de julgamentos sumários. 
Após a queda de Sarajevo, os principais insurgentes recuaram para a região montanhosa além da cidade e aí mantiveram a sua resistência durante várias semanas.  Hadži Loja rendeu-se ao Regimento de Infantaria Húngaro KuK No. 37 Erzherzog Joseph em 3 de outubro na ravina de Rakitnica. Ele foi condenado à morte, mas sua sentença foi posteriormente comutada para cinco anos de prisão.  O castelo de Velika Kladuša rendeu-se em 20 de outubro. 
As tensões permaneceram em certas partes do país (particularmente na Herzegovina) e ocorreu uma emigração em massa de dissidentes predominantemente muçulmanos. No entanto, um estado de relativa estabilidade foi alcançado rapidamente e as autoridades austro-húngaras puderam iniciar uma série de reformas sociais e administrativas que pretendiam transformar a Bósnia e Herzegovina numa "colônia modelo". Com o objectivo de estabelecer a província como um modelo político estável que ajudaria a dissipar o crescente nacionalismo eslavo do sul, o governo dos Habsburgos fez muito para codificar as leis, para introduzir novas práticas políticas e, em geral, para proporcionar a modernização.

## Resultados

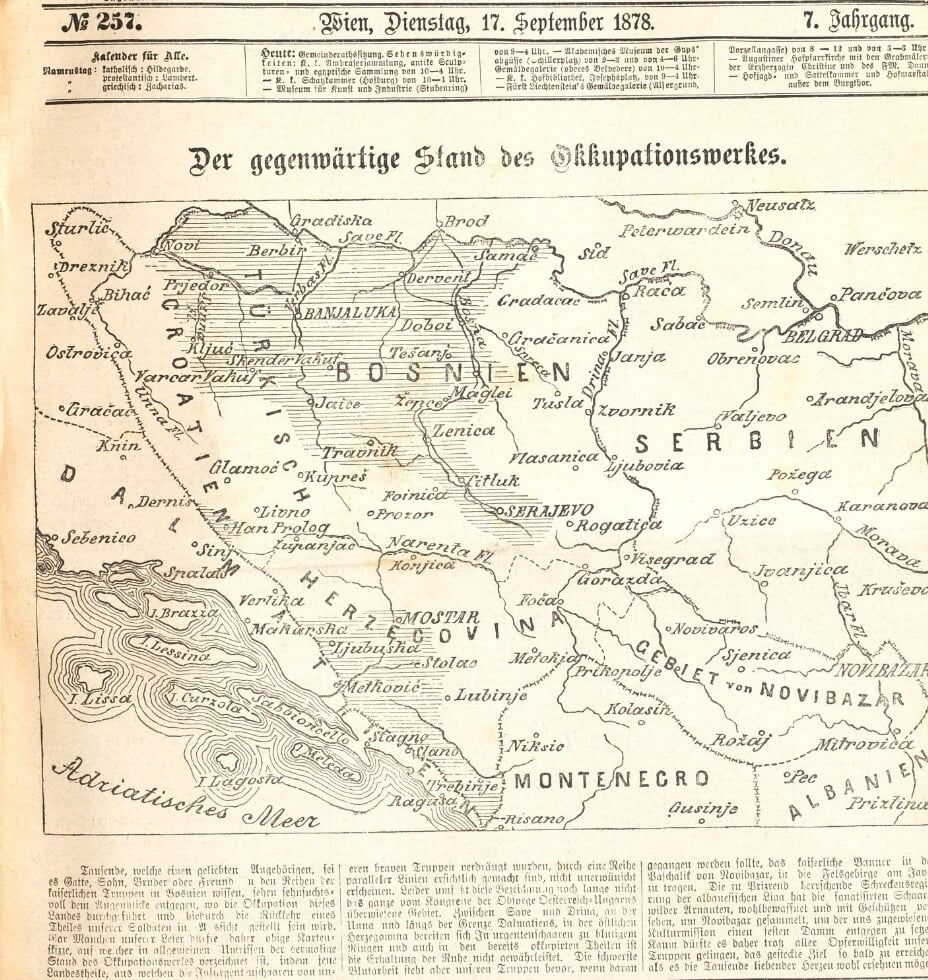
Territórios ocupados pela Áustria em setembro de 1878

O Império Austro-Húngaro foi forçado a usar cinco corpos com uma força coletiva de 153.300 soldados   e 112 armas para subjugar a Bósnia e Herzegovina. O Estado-Maior estimou que havia 79.000 insurgentes armados assistidos (ilegalmente) por 13.800 soldados otomanos regulares  com cerca de 77 armas. As perdas totais austro-húngaras foram de quase 5.200:  946 mortos, 272 desaparecidos e 3.980 feridos.  A violência inesperada da campanha levou a recriminações entre comandantes e líderes políticos.  Não existe uma estimativa fiável das perdas da Bósnia ou do Otomano. Durante a campanha, um artigo no jornal húngaro de língua alemã Pester Lloyd criticando a preparação do exército para a ocupação foi censurado por ordem do rei-imperador Francisco José I. 
Na sequência da ocupação da Bósnia e Herzegovina, a Áustria-Hungria também ocupou o sanjaco de Novi Pazar em 10 de setembro de 1879, implementando mais uma das conclusões do Congresso de Berlim.

## Legado
Há uma exposição no Museu de História Militar de Viena sobre a campanha de 1878. Ele contém vários itens de propriedade pessoal do General Filipović, uma bandeira insurgente e armas otomanas capturadas.  